# Tramway de Mrozy
Le tramway hippomobile de Mrozy, le Tramwaj konny w Mrozach, était un tramway hippomobile à Mrozy dans le powiat de Mińsk en Pologne, qui reliait le sanatorium de Rudka à la gare de Mrozy. Le tramway a été en service régulier de 1902 à 1967. En 2011, un service de tramway pour les musées a été mis en place.

## Histoire
L'histoire du tramway à chevaux est liée à la construction du sanatorium pour les tuberculeux à Rudka. Le sanatorium est l'initiative de Teodor Dunin, un médecin qui a promu le traitement de la tuberculose dans les classes sociales inférieures. La construction du sanatorium a commencé en 1902. Comme le chantier se trouvait à environ deux kilomètres de la gare, un tramway tiré par des chevaux a été construit pour transporter les matériaux de construction de la gare au chantier. La construction du sanatorium a été achevée au bout de six ans, de sorte que les premiers patients ont pu arriver au sanatorium le 29 novembre 1908. À partir de ce moment, le tramway tiré par des chevaux a été utilisé pour transporter des patients et a fonctionné six fois par jour. Le service a été interrompu en 1967 après 59 ans, les rails ont été retirés dans les années 1970 et le wagon a été remis au Musée ferroviaire de Sochaczew.

## Musée ferroviaire
Le gouvernement local de Mrozy, en collaboration avec l'Association des amis de Mrozy, a décidé de reconstruire le tramway à traction animale. Le ministre de l'environnement a accordé l'autorisation d'exploiter le chemin de fer à travers la réserve naturelle de Rudka Sanatoryjna, qui comprend la forêt située entre la gare et le sanatorium. Le projet a été soutenu par des fonds du Fonds européen agricole pour le développement rural.
Après la reconstruction des voies, les premiers essais ont eu lieu début octobre 2011, et à partir du printemps 2012, le tramway a fonctionné le premier dimanche de chaque mois pendant la saison estivale de mai à septembre. Le tramway est géré par le Centre municipal des sports et loisirs de Mrozy depuis 2014.